# Коста ди Кјети (Кјети)
Коста ди Кјети (итал. Costa di Chieti) је насеље у Италији у округу Кјети, региону Абруцо.
Према процени из 2011. у насељу је живело 213 становника. Насеље се налази на надморској висини од 267 м.